# 절정 (영화)
"절정"은 1978년에 개봉한 대한민국의 영화이다.

## 캐스팅
- 김영애 : 오정숙 역
- 한진희 : 박 역
- 김희라
- 김형자
- 양성원
- 최무웅
- 신찬일
- 이백
- 김웅
- 안진수
- 박광진
- 김기범
- 이승렬
- 김지영
- 김경란
- 강경자